# اوپونیتس
اوپونیتس (به آلمانی: Opponitz) یک منطقهٔ مسکونی در اتریش است که در بخش امستیتن واقع شده‌است. اوپونیتس ۱٬۰۲۱ نفر جمعیت دارد.